# La Croix-Rousse
La Croix-Rousse ist ein Hügel in Lyon und gleichzeitig ein Stadtteil, der aus zwei geographischen Teilen besteht: die Hänge (ein Teil des 1. Arrondissements) und die Hochebene auf bis zu 254 m im 4. Arrondissement.
La Croix-Rousse (mit dem Beinamen Der Hügel, der arbeitet), eine ehemals selbständige Gemeinde im Département Rhône, ist geprägt von seiner Vergangenheit als Hochburg der Seidenindustrie.

## Geschichte

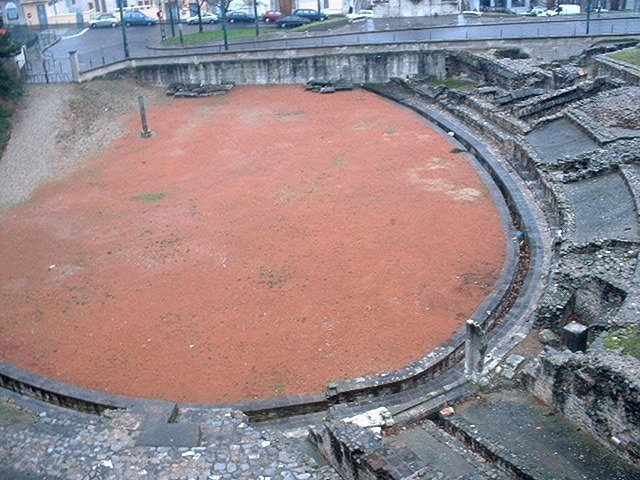
Amphitheater der drei Gallien

### De condateam Berg Saint-Sébastien
Eine lateinische Tafel, die in der Rue de la Vieille gefunden wurde, nennt den Ort «pagus de Condate» («Viertel des Zusammenflusses»). Wie der Archäologe Amable Audin herausfand, war Condate eine gallische Ortsbezeichnung aus der Römerzeit, als am Fuße des Hügels eine keltische Siedlung lag und sich gegenüber, auf der anderen Seite der Saône, die Stadt Lugdunum (Ort des Gottes Lugus) entwickelte. Zwar wird diese Theorie in Werken über die antike Geschichte von Lyon oft vertreten, aber bisher konnte noch kein archäologischer Nachweis für eine keltische Siedlung vor der Gründung Lugdunums gefunden werden. Die ältesten nachgewiesenen Spuren einer Besiedlung stammen aus der Römerzeit und datieren aus dem Jahr 10 v. Chr., die Periode der Gründung der Ara trium Galliarum.
Frühere punktuelle Grabungen, aber auch Grabungen neueren Datums (1985) am Hang Grande Côte, bezeugten eine späte Besiedlungsentwicklung, die sich besonders am Fuß und Hang des Hügels im Verlauf der Römischen Kaiserzeit entwickelte und sich bis ins 4. Jahrhundert fortsetzte, wie viele Funde beweisen: Mosaike, Spuren von Wohngebäuden oder Werkstätten (Töpfer, Glaser), Bodenbearbeitungen, römische Denkmäler, Inschriften. Unter den Inschriften ist besonders die Table claudienne zu nennen, von der man 1528 zwei Fragmente in einem Weinberg auf halber Höhe des Hügels entdeckte.
Sanierungsmaßnahmen im Jahr 1854 förderten am Montée des Carmelites und am Place Ferdinand-Rey Spuren einer mit Granit gepflasterten Römerstraße zutage, die man als „Straße zum Rhein“ identifizierte. Die Entdeckung weiterer Straßenreste an verschiedenen Stellen bezeugen ein dichtes lokales Straßennetz.
Das bedeutendste Monument in La Croix-Rousse ist die Ara trium Galliarum, ein Heiligtum für Roma und Augustus, in dem jedes Jahr die Vertreter der 60 gallischen Stämme zusammenkamen. Zur selben Anlage gehörte auch das Amphitheater von Lyon.
Auf der Grundlage vieler archäologischer Auswertungen schlug Amable Audin vor, den Altar für Rom und Augustus in der Rue des Tables Claudiennes aufzustellen, wobei er sich eine große Esplanade von 296 × 69 m ähnlich dem Heiligtum der Fortuna Primagenia in Praeneste vorstellte. Dieser Standort wurde kontrovers diskutiert, denn man hätte auf der Terrassenanlage auch Wohnungen bauen können; die Entdeckung von Mosaiken in der Rue Pouteau an der vorgesehenen Stelle machte den Vorschlag von Audin obsolet.
Nach der großen Völkerwanderung wurde die gallo-romanische Siedlung aufgegeben.
Im Mittelalter endete der Stadtbezirk Lyon am Place des Terreaux. „Montagne Saint-Sébastien“ war Teil von Franc-Lyonnais (im Fürstentum Savoyen), eine unabhängige Provinz unter dem besonderen Schutz der französischen Könige. Die Hänge und die Hochebene wurden landwirtschaftlich genutzt, besonders für Weinberge.

### Etymologie

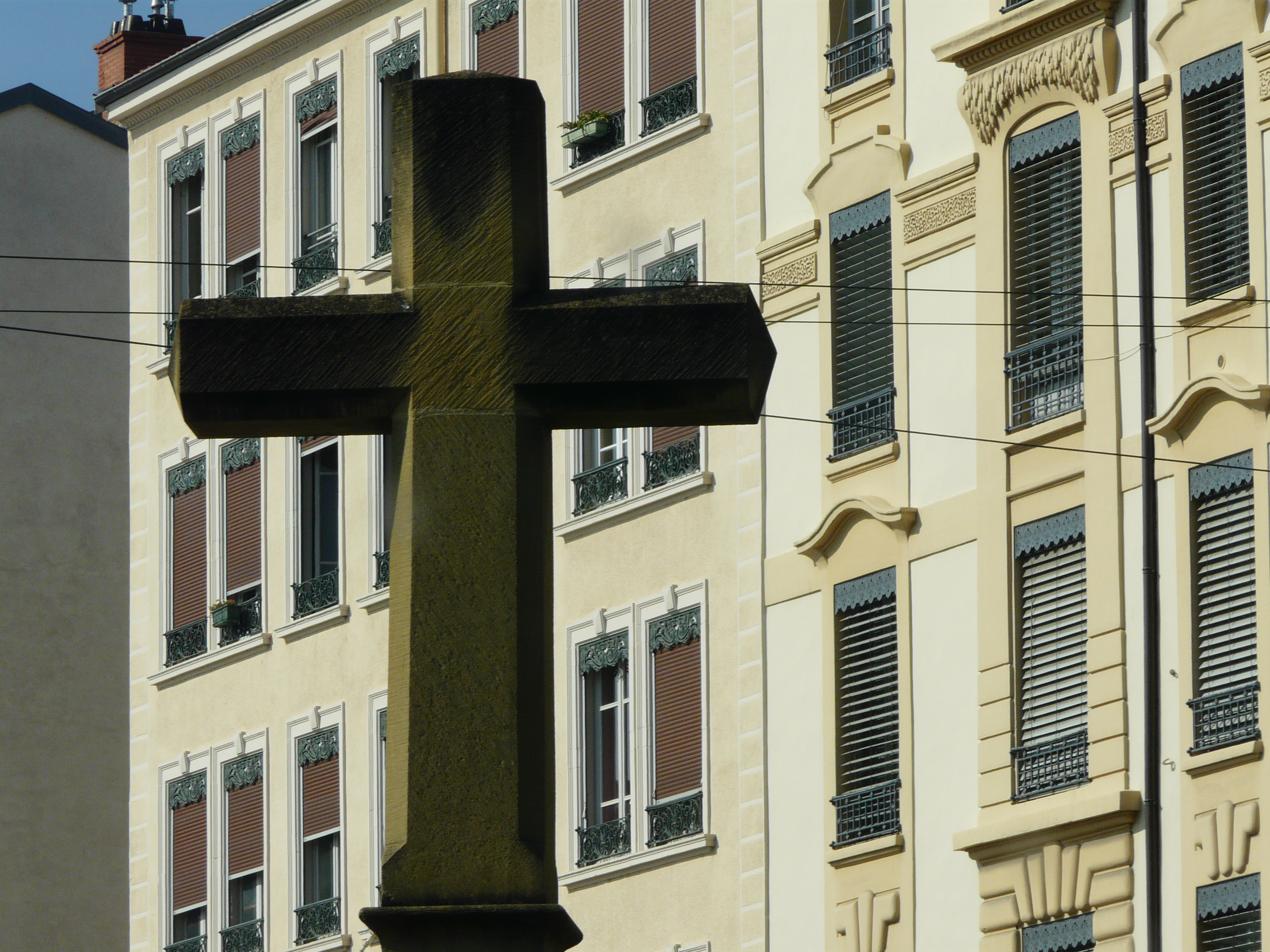
Das Kreuz in gold-braunem Stein
von Croix-Rousse,

1512 beschloss Ludwig XII., eine Festung auf dem Hügel zu bauen, um Lyon verteidigen zu können. Diese Befestigung, Saint-Sébastien genannt, integrierte die Hänge in Lyon, isolierte aber das Plateau und schaffte somit einen neuen Vorort.
Zur selben Zeit wurde ein Kreuz auf der Hochebene errichtet, das in Pierres dorées, einem ockerfarbenen Kalkstein aus Couzon-au-Mont-d’Or, gehauen wurde. Das Kreuz gab der neugeschaffenen Ortschaft den Namen. Man vermutet, dass dieses Kreuz an der Kreuzung zweier Straßen stand: eine führt nach Dombes (Richtung Bourg), die andere nach Neuville. Das Kreuz wurde mehrfach zerstört und wieder hergerichtet (1562 niedergerissen von den Protestanten, zerstört während der Revolution, 1881 auf Beschluss des Stadtrats von Lyon beseitigt). Schließlich wurde 1994 eine Nachbildung am Place Joannès-Ambre errichtet.

### Vom Hügel, der betet …
Als Folge seiner Integration in Lyon wurde der Hang, der zuvor nur landwirtschaftlich genutzt worden war, nach dem Bau der Befestigungen besiedelt. Im 16. und 17. Jahrhundert ließen sich hier viele religiöse Einrichtungen nieder, angefangen 1580 mit Kartäusern, gefolgt von Karmeliten, dann Annuntiatinnen usw.
Im Gegensatz zum Hang blieb das Plateau immer Teil von Cuire und somit dem Franc-Lyonnais zugehörig. Am Ende des 18. Jahrhunderts nahm der Ort auf der Hochebene von Croix-Rousse, der lange Zeit eine kleine Siedlung war, an Bedeutung zu: auch hier siedelten sich religiöse Orden an, und es kamen zahlreiche Kaufleute hinzu, vor allem, weil hier die Steuern niedriger waren als in Lyon.

### ...zum Hügel, der arbeitet

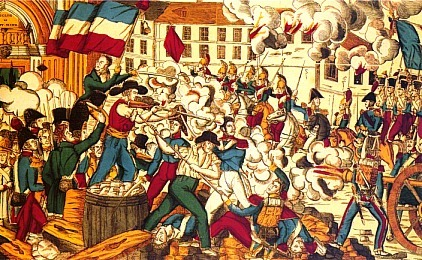
«Vivre en travaillant, ou mourir en combattant».

Während der Revolution wurden die religiösen Gemeinschaften gehörenden Güter verkauft, wodurch eine Vielzahl von Grundstücken frei wurden. Die Rivalität zwischen den Bauern von Cuire und den Bürgern von Croix-Rousse brachte die Gemeinde Cuire-la-Croix-Rousse hervor. Am 5. Mai 1797 schließlich verordnete der Rat der Fünfhundert die Bindung von Cuire an Caluire, um so die Spaltung zu beenden; aber man musste noch bis zum Erlass des Französischen Konsulats vom 22. Oktober 1802 warten, bis die Gemeinde La Croix-Rousse entstehen konnte.
Am Beginn des 19. Jahrhunderts war Lyon die wichtigste Arbeiterstadt Frankreichs. Der Zuzug von zahlreichen Seidenwebern veränderte La Croix-Rousse völlig und prägte seine Geschichte und Besiedlung. La Croix-Rousse wurde eine Hochburg der industriellen Seidenweberei. Der Bau von Wohnungen für die Familien der Arbeiter und von Weberei-Betrieben florierte. Es handelte sich dabei um Gebäude von fünf oder sechs Stockwerken, in denen sowohl die Wohnungen als auch die Werkstätten untergebracht waren. Die Werkstätten hatten wegen der verwendeten Webstühle sehr hohe Decken von oft 4 m Höhe und hohe Fenster, denn gutes Licht erleichterte die Arbeit mit der Seide, mit einem Zwischengeschoss (Mezzanin) für die Familie. Die Decken wurden oft mit Eichenbalken verstärkt, um die Befestigung der Maschinen zu ermöglichen.
Unter dem Einfluss der Stadtentwickler, die das ehemals religiöse Gebiet erschlossen, veränderte sich die Ostansicht des Hügels radikal. Die Zahl der Einwohner explodierte und neue Straßen entstanden manches Mal in chaotischem Ausmaß, ohne dass die Stadtverwaltung etwas dazu sagen konnte.

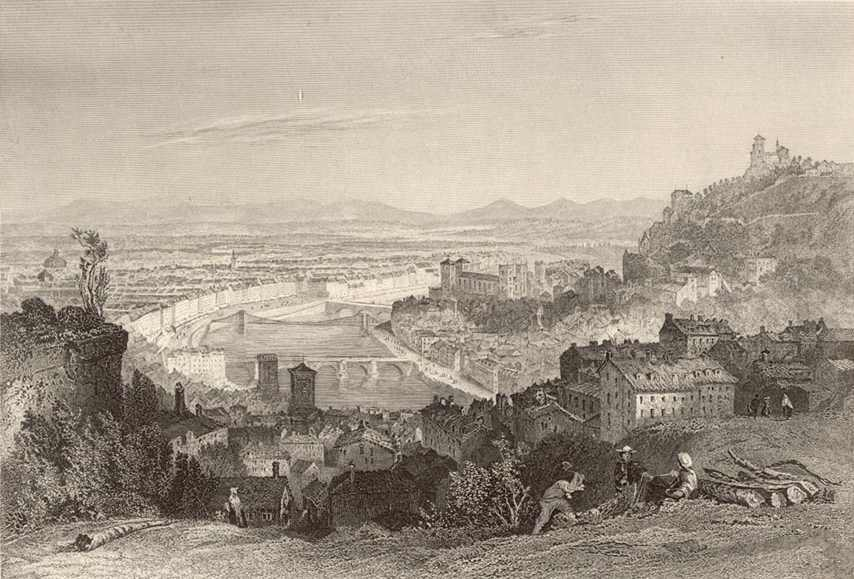
Sicht auf Lyon von La Croix-Rousse (1869)

Jules Michelet schrieb über die gegensätzlichen Berge (Berg der Arbeit und Berg der Mystik), denn nun sammelten sich die Klöster und Kirchen auf dem Hügel des Fourvière. Über die Jahre wurde der Ausspruch von Jule Michelet umgewandelt in Der Hügel, der arbeitet und Der Hügel, der betet.
Die Canuts (deutsch: Seidenweber von Lyon) revoltierten mehrmals gegen ihre schweren Arbeitsbedingungen. Der Aufstand der Seidenweber in Lyon im November 1831 gilt als eine der ersten Arbeiterrevolten. Unter den Rufen «Vivre libre en travaillant ou mourir en combattant!» (etwa: frei arbeiten oder kämpfend sterben) besetzten sie Lyon. Louis-Philippe I. schickte 20.000 Soldaten und 150 Kanonen, um den Aufruhr zu unterdrücken, der vom Viertel La Croix-Rousse ausging und das gesamte industrielle Milieu bis nach Paris aufwühlte. Die Stadt wurde im 19. Jahrhundert eine wichtige Industriestadt, zum großen Teil dank der Canuts.
Am 14. Februar 1834 revoltierten die Canuts wieder und besetzten die Festung von La Croix-Rousse. Sie konnten sie sechs Tage lang gegen 12.000 Soldaten halten.
Ein dritter Aufstand fand 1848 anlässlich der Proklamation der Zweite Französische Republik unter der Führung der Voraces statt.
1849 führten die Voraces einen 4. Aufstand an und wollten damit die Pariser Republikaner unterstützen. Er spielte sich vor allem in der Vorstadt La Croix-Rousse ab und wurde gewaltsam niedergeschlagen.

### Anbindung an Lyon
1818 wurde la Croix-Rousse in den Rang einer Stadt erhoben. Sie wurde aber geteilt, als am 28. Oktober 1832 eine königliche Ordonnanz die Viertel Serin und Saint-Clair als unabhängige Gemeinden einrichtete. Dies war jedoch von kurzer Dauer, denn 1834 wurden die beiden wieder in die Gemeinde La Croix-Rousse eingegliedert.
1852 wurde La Croix-Rousse, das mittlerweile auf 30.000 Einwohner angewachsen war, Lyon angegliedert (kaiserlicher Erlass vom 24. März 1862). Präfekt Claude-Marius Vaïsse veranlasste zu diesem Zeitpunkt eine Serie von Baumaßnahmen (Versorgung mit Trinkwasser; Bau des Hôpital de la Croix-Rousse usw.). 1862 wird der Funiculaire de la rue Terme in Betrieb genommen und verbindet das Zentrum von Lyon mit La Croix-Rousse. In Lyon wird es bald als ficelle bekannt. Im folgenden Jahr eröffnet Compagnie du chemin de fer de Lyon (la Croix-Rousse) au camp de Sathonay den Bahnhof Lyon-Croix-Rousse neben der Station der Standseilbahn. Dieser Bahnhof ist die Ausgangsstation für die Linie von Lyon zum Bahnhof Sathonay – Rillieux und, ab dem 1. Juni 1882, weiter nach Trévoux. Um die Eingliederung von La Croix-Rousse in die Stadt zu erleichtern, wurden die Mauern zerstört und somit der Boulevard de l'Empereur geschaffen. Hier wurde dann auch die Bürgermeisterei errichtet und Bäume angepflanzt.
Seit 1952 führen unter dem Hügel die Tunnels de la Croix-Rousse durch, die die Quais der Rhône mit denen der Saône verbinden (RN 6).
1980 geriet die Textilindustrie in eine starke Krise. Die wenigen Unternehmen, die das überstanden, konnten sich umorientieren zur Produktion von „technischen“ Textilien oder von sehr hochwertigen Textilien (z. B.: Prelle, Tassinari, Brochier, Bianchini-Férier).
Auch heute ist La Croix-Rousse noch ein gut besiedeltes Viertel, hervorgehoben durch seine Geografie (Hügel), durch seine Geschichte (Geschichte der Seidenindustrie in Lyon), durch seine fortdauernde soziale Bewegung und durch die starke Bevölkerungsdichte, eine der stärksten in Europa.

### Soziales Labor

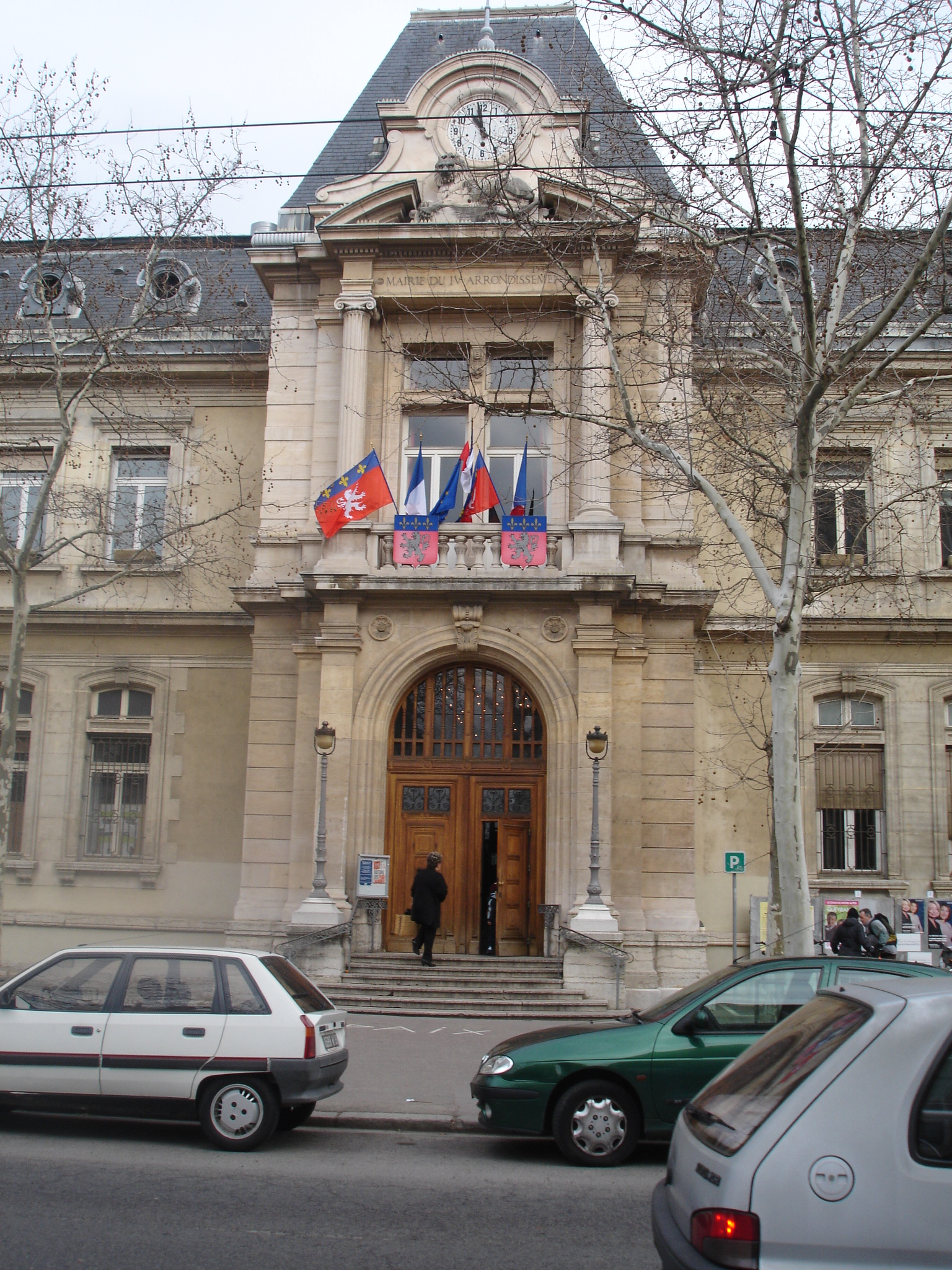
Rathaus von La Croix-Rousse

La Croix-rousse genießt einen speziellen Ruf: In den Arbeitervierteln des 19. Jahrhunderts gab es die ersten sozialen Unruhen des Industriezeitalters (siehe hierzu: Aufstand der Seidenweber in Lyon). Hier entstanden auch zahlreiche soziale Neuerungen: erstes Französisches Arbeitsgericht, erste Erfahrungen mit Versicherung auf Gegenseitigkeit, erste Konsumgenossenschaften in Frankreich und andere mehr (siehe auch Aufstand der Seidenweber in Lyon).
Im 20. Jahrhundert blieb das Viertel (besonders an den Hängen) ein wirkliches «soziales Labor»: Hausbesetzung, selbstverwaltete Restaurants, Elternschule, geheime Druckereien, Milizen, Vereinigung zu verschiedenen Zwecken usw.
Am Beginn des 21. Jahrhunderts bleibt das Viertel, trotz des Wandels der Bevölkerung unter dem Druck der steigenden Mieten, ein Ort besonderer Lebhaftigkeit, der immer noch interessante Initiativen hervorbringt (zum Beispiel Fairer Handel auf dem Pentes, der öffentliche Ausrufer.)

## Geographie
La Croix-Rousse liegt zwischen den beiden Flüssen Rhône und Saône in der nördlichen Verlängerung der Presqu’île und damit auf einem der beiden das Bild von Lyon bestimmenden Hügeln (der andere ist der 300 m hohe Fourvière). Er ist 250 m hoch und liegt somit einige hundert Meter über der Stadt.
Einige Pentes, die „Balmes“ genannt werden und durch Wassererosion entstanden sind, sind richtige Steilwände von 20 bis 40 m Höhe. Die letzten spektakulären Abbrüche gab es hier 1935 und 1977.
Der Hügel von La Croix-Rousse ist eigentlich die Südseite einer Hochebene, die sich nördlich mit den Gemeinden Caluire-et-Cuire, Sathonay-Camp, Rillieux-la-Pape et Fontaines-sur-Saône fortsetzt.

## La Croix-Rousse, zwei unterschiedliche Stadtteile

### Die Hänge von La Croix-Rousse

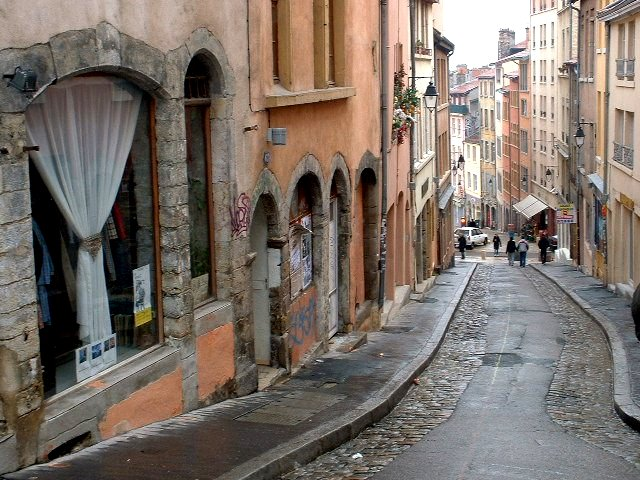
La Montée de la Grand'Côte vor der Neugestaltung

Die Viertel am Hang (fr: Pentes de La Croix-Rousse) liegen im 1. Arrondissement und steigen vom Place des Terreaux bis zum Gipfel an.
Die Straßen in diesem Viertel sind steil. Daher haben einige den Namen „Aufstieg“ (fr: montée; Montée de la Grande-Côte, Montée Saint-Sébastien, Montée des Carmélites, Montée Neyret…)
Der Montée de la Grande-Côte ist einer der steilsten, denn er durchquert das Viertel im direkten Anstieg. Der Montée des Carmelites folgt der (römischen) Straße zum Rhein; sie verlief von Lugdunum nach Germanien. Am Beginn des Aufstiegs der Carmeliter liegt der botanische Garten (fr: Jardin des Plantes), von wo man einen schönen Blick auf die Halbinsel und den Fouvière hat. Hier befindet sich auch das Amphitheater von Lyon, früher ein wichtiger Verwaltungsort der Gallier (Ara trium Galliarum).
Außer den Montées und anderen Durchgangsstraßen gibt es hier zahlreiche Durchhäuser, die sich aber von denen Vieux Lyon unterscheiden. Diese Passagen zwischen den Häusern sind zum Teil überdacht und führen über Treppen. Sie bilden somit einen direkten Weg auf den Berg.
Die Pentes sind demnach eher ein Viertel für Fußgänger als für Autos (enge, steile Straßen, Treppen, Einbahnstraßen, keine Parkmöglichkeit). Der Stadtteil unterscheidet sich auch sehr vom übrigen Lyon durch seine Kultur der Canuts. Von ihr leitet sich das starke gewerkschaftliche und genossenschaftliche Denken ab, das wiederum von der Textilindustrie stammt.
Heute wird die Pentes durch eine informelle und assoziative Kultur geprägt, die besonders Studenten und Künstler anzieht. Es ist ein Dorf voll alternativen Lebensformen.
Das Stadtbild ist durch eine großangelegte Renovierung und städtische Aufrüstung in den 1990er Jahren gewaltig aufgewertet worden; damit verliert das Viertel seinen Arbeitercharakter und wird zum Anziehungspunkt für Neureiche.

### Die Hochebene von La Croix-Rousse
Das Plateau von Croix-Rousse (4. Arrondissement) ist eine Hochebene zwischen der Rhône und der Saône, also etwa das Gebiet vom Boulevard de la Croix-Rousse bis zu den Grenzen von Caluire-et-Cuire (Theater und Krankenhaus von La Croix-Rousse). Das Gebiet ist ein reines Wohnviertel und unterscheidet sich vom Rest von Lyon durch seinen „dörflichen“ Charakter. Dieser Eindruck wird verstärkt durch die Boule-Plätze (wie der von Clos Jouve) oder den wöchentlichen «petits marchés» am Place de La Croix-Rousse, umgeben von «Bistros». Die Einwohner kultivieren in der Tat eine gewisse Distanz zum restlichen Lyon. Dabei bilden die Pentes gewissermaßen eine natürliche Grenze, die das Plateau als besonderen Teil erscheinen lassen. Wenn die Bewohner in andere Arrondissements gehen, sagen sie, sie steigen hinab in die Stadt.
Die Hochebene wird von zwei Geschäftsstraßen durchquert:
- von Nord nach Süd, die Grande rue de la Croix-Rousse (durch das 4. Arrondissement)
- von Ost nach West, der Boulevard de la Croix-Rousse (der die Grenze zwischen dem 1. und dem 4. Arrondissement)

Auf der Ostseite der Hochebene befinden sich vor allem Wohngebäude der Seidenweber. Hier findet man auch die typischen Traboules, jedoch weniger zahlreich als in der Pentes.

## Heimatkunde
Am 5. Dezember 1998 wurde das historische Lyon in die Liste des UNESCO-Welterbes aufgenommen. Es handelt sich um das Gebiet innerhalb der ehemaligen Festungsanlage um den Hügel von Fouvièr, große Teile der Halbinsel und der Pentes von La Croix-Rousse.

### Private und bemerkenswerte Gebäude

#### Architektur: Seidenweber und Traboules
| Die Traboule in La Croix-Rousse |
| --- |
| - Du 9 place Colbert au 29 rue Imbert-Colomès - Du 20 rue Imbert-Colomès au 55 rue des Tables-Claudiennes - Du 35 rue Burdeau au 27 rue René-Leynaud - Du 26 rue René Leynaud au 3 rue Donnée - Du 4 rue Donnée au 23 rue des Capucins - Du 22 rue des Capucins au 5 rue Coustou - Du 11 rue Romarin au 1 rue Lorette - Du 3 rue Lorette au 7 rue Romarin - Du 2 rue Romarin au 26 rue des Capucins - Du 25 rue des Capucins au 2 place Croix-Paquet - Du 5 place Croix-Paquet au 9 petite rue des Feuillants - Du 8 petite rue des Feuillants au 19 place Tolozan - Du 16 quai Lasagne au 33 rue Royale - Du 31 rue Royale au 15 quai Lassagne |

- Montée de la Grande-Côte mit einem herrlichen Panorama am Ende des Aufstiegs
- Gebäude der Seidenweber (besonders das Maison Brunet oder das «Haus der 365 Fenster»)
- Die Traboules:der Cour des Voraces, die Passage Thiaffait...

#### «Der Große Stein»

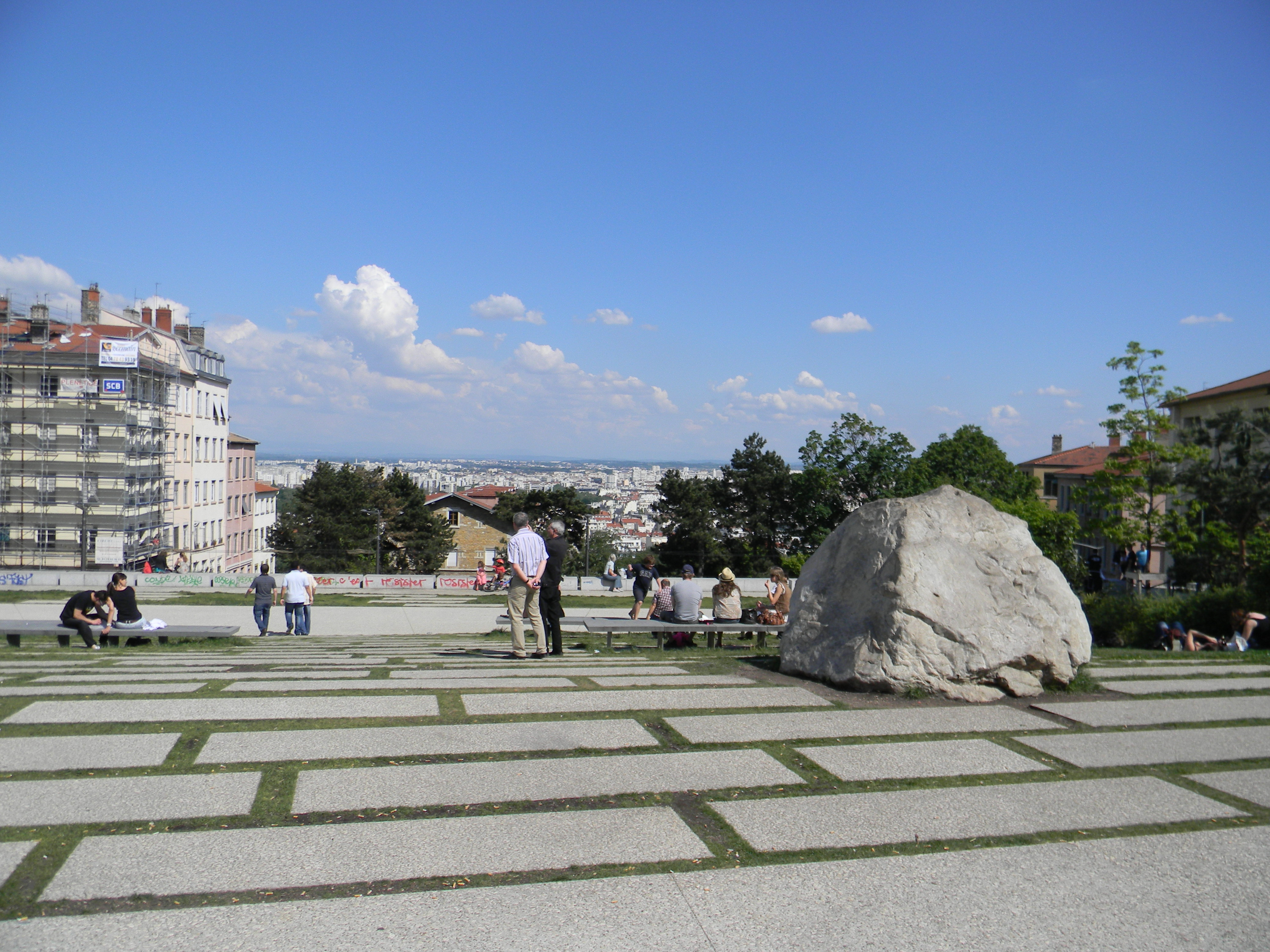
Le Gros Caillou

Ein Symbol für den Stadtteil stellt der Gros Caillou dar, ein Felsbrocken, dessen mineralogische Zusammensetzung wohl darauf hindeutet, dass er von einem Gletscher von den Alpen hierher transportiert wurde (vgl. Findling). Der Felsen wurde 1862 bei Grabungen für den Bau der ficelle zwischen der Halbinsel und La Croix-Rousse gefunden: Die Arbeiten am Tunnel mussten unterbrochen werden, denn die Arbeiter wurden durch einen Felsen aufgehalten, den sie wegen seiner extremen Härte nicht durchbohren konnten. Das Hindernis musste also freigelegt und heraus geschafft werden, was einen großen Aufwand verursachte und natürlich auch eine Verzögerung der Arbeiten bedeutete. Als der «Gros Caillou» dann frei lag, wurde er zum Symbol für die Kraft und das Durchhaltevermögen der Lyoner gegenüber Schwierigkeiten, aber auch zum Symbol der Verbundenheit von La Croix-Rousse mit Lyon, die durch die funiculaire zum Ausdruck kam. Der Gros Caillou wurde am Ostende des Boulevard aufgestellt, wo er die Rhone und die Ebene bis zu den Alpen beherrscht.
Zuerst stand der Felsbrocken an der Stelle, wo das 1. (les Pentes) und das 4. Arrondissement (Lyon) (Hochebene von La Croix-Rousse) zusammentreffen. Als ein unterirdisches Parkhaus gebaut und darüber ein Park (Espace Gros-Caillou) angelegt wurde, musste er um etwa 30 m verschoben werden und liegt jetzt auf dem Gebiet des 1. Arrondissement, was einigen älteren Einwohnern nicht gefällt.
In der Jugendliteratur erlangte der Gros Caillou Unsterblichkeit durch die Romanserie Six Comapagnons de la Crois-Rousse des Jugendbuchautors Paul-Jacques Bonzon im Verlag Bibliothèque Verte.
Nach der Legende soll der Felsen auch das Herz eines gierigen Notars darstellen, der eine enterbte Seidenweberfamilie auf die Straße setzte.

#### Der Untergrund
Unter dem Hügel von La Croix-Rousse gibt es eine der ältesten Galerien von Lyon, die jedoch für die Öffentlichkeit seit 1989 durch ein Erlass der Gemeinde gesperrt bleiben.
Die ältesten unterirdischen Gräben gehen oft auf das Entwässerungssystem der Römer zurück, das dazu diente, das Eindringen des Wassers zu verhindern oder es abzuleiten, damit der Hügel nicht absinkt. Später haben die zahlreichen Klöster diese römischen Rohrsysteme umgestaltet und für ihre Einrichtungen nutzbar gemacht. Im 16. und 17. Jahrhundert, zur Zeit der Errichtung der Stadtbefestigung um Lyon, wurden unterirdische Gänge für militärische Zwecke gebaut.
Man vermutet, dass das Arêtes de poisson (deutsch: Fischgrätenmuster) des «réseau des Fantasques» (deutsch: wunderliches Netzwerk), das diesen Namen trägt, da es an ein Fischskelett erinnert, militärischen Ursprungs ist. Es könnte als Materialunterkunft gedient haben. Aber das ist bis jetzt nur eine Hypothese. Mindestens eine der Gräten scheint als Katakombe gedient zu haben.
Die meisten unterirdischen Gänge sind jedoch spätestens dann in Vergessenheit geraden, als das Problem der Wasserversorgung von La Croix-Rousse im 19. Jahrhundert geregelt war.

#### Wehrmauer von La Croix-Rousse
Diese lange Wehrmauer war Teil der ersten Befestigung von Lyon, die die Stadt im Norden schloss. Sie wurde 1834 auf den alten Fundamenten (aus dem 16. Jahrhundert, die nach der Belagerung von Lyon 1793 zerstört wurde) wieder errichtet und sollte Lyon schützen, falls die Befestigungen von Caluire und Montessuy dem Feind nicht standhielten.
Dieser Befestigungsgürtel umfasste 6 Bastione, die 10 m über den Graben ragten, der sie umgab.

#### Andere Bauwerke
- Jardin Rosa Mir;
- la maison Brunet, genannt das Haus der 365 Fenster;
- Clos Jouve, wichtigster Ort des Boule Lyonnaise;
- Am Nordrand stehen Häuser, die einen „Verteidigungscharakter“ aufweisen (Reste der Wehrmauer). Nur die Forts Saint-Jean und Saint-Laurent sind erhalten geblieben;
- Das Herrenhaus Villemanzy mit Garten (ehemals hôpital militaire Villemanzy);
- [[Institution des Chartreux]], Gymnasium in der ehemaligen Chartreuse du Lys-Saint-Esprit (17. Jahrhundert);
- Das Privatgymnasium Saint Jean-Baptiste de La Salle im ehemaligen Gebäude der Adoration perpétuelle du Sacré-Cœur, von der Kirche 1824 als Kongregation anerkannt. Das Gebäude gehörte vor der Revolution den Mönchen der Chartreuse du Lys Saint-Esprit.
- Clinique du Saint-Rédempteur, ehemalige Leprakolonie in der Rue d'Ypers, seit 1946 in Betrieb.

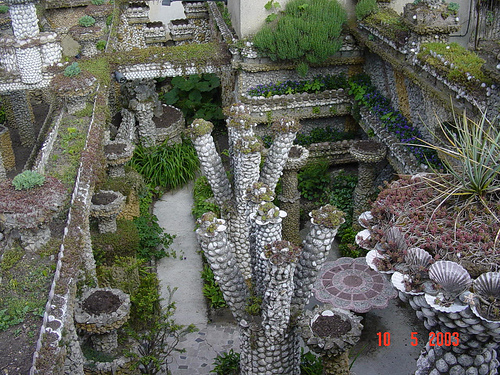
Jardin Rosa Mir.
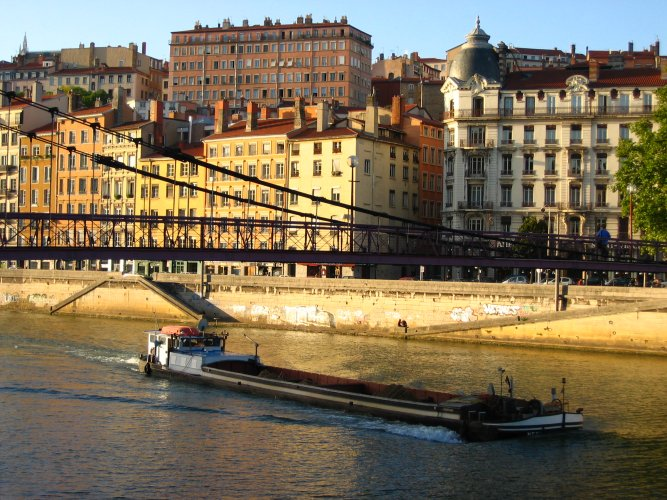
La maison Brunet Sicht von der Saône.
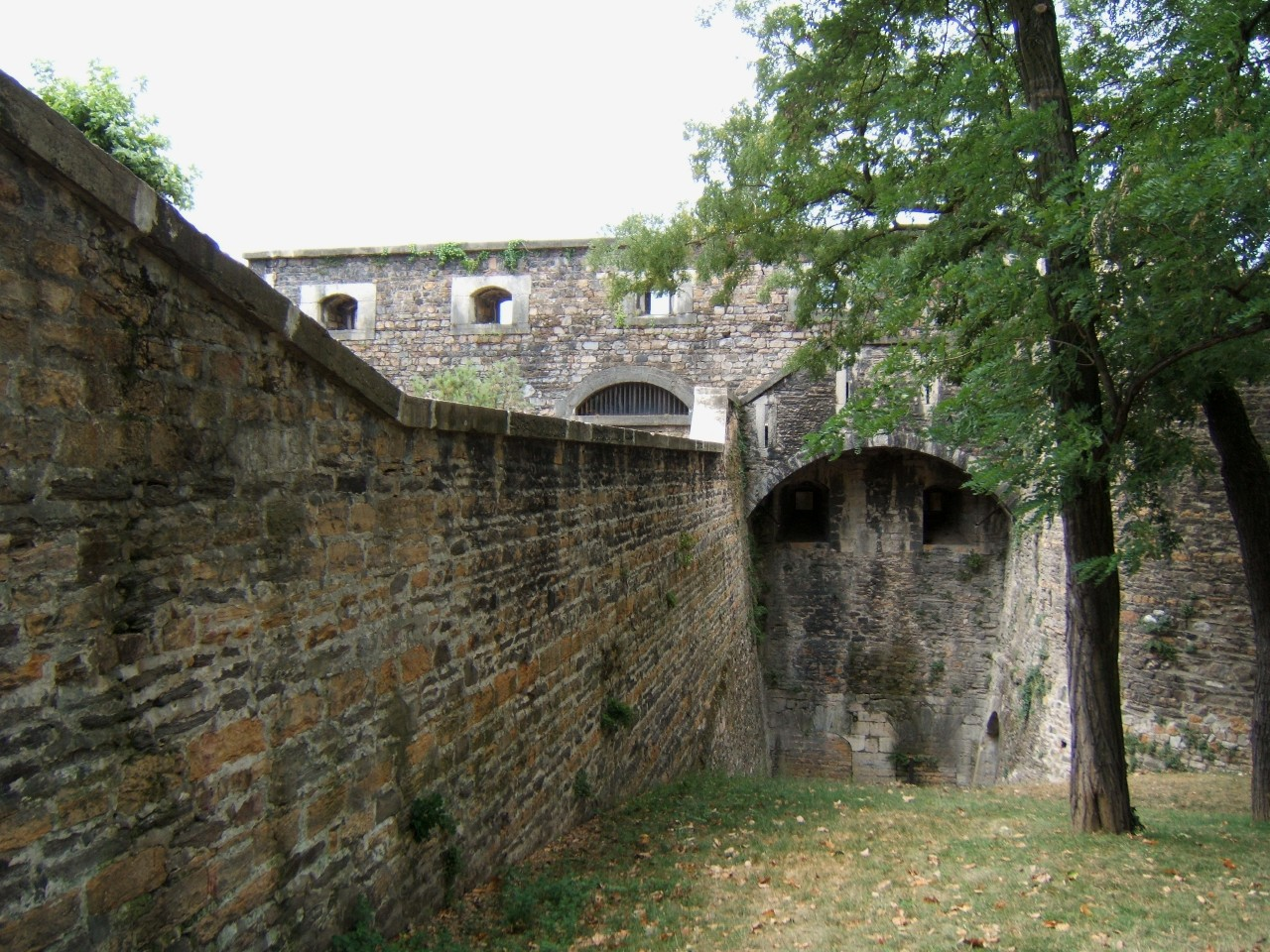
Fort Saint-Jean.
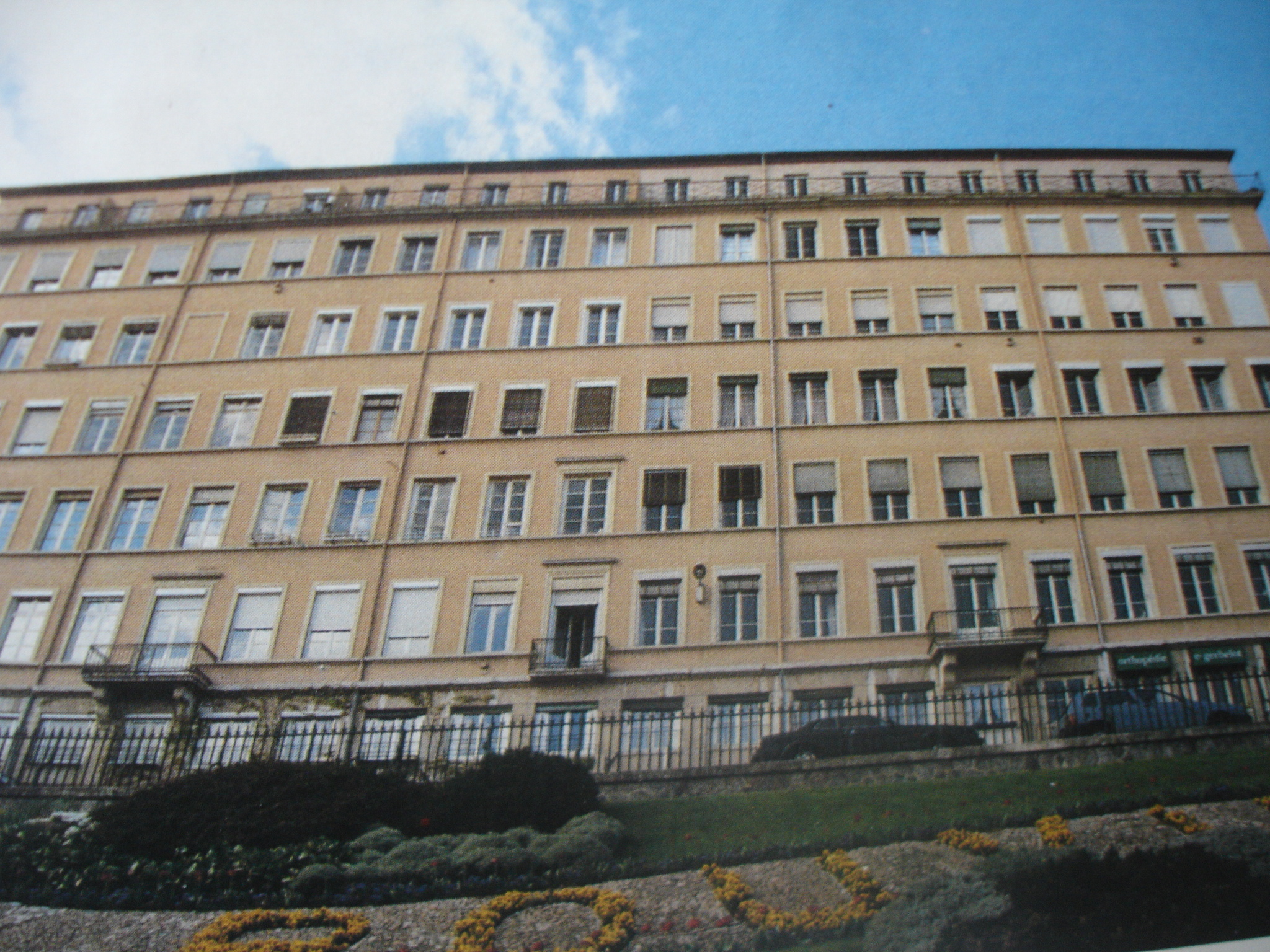
Place Rouville: Haus der 365 Fenster.

### Religiöses Erbe
Am Fuße des Hangs zum Croix-Rousse, der seit der gallorömischen Epoche besiedelt war, kann man das Amphithéâtre des Trois Gaules sehen. In der Mitte des antiken Amphitheaters befindet sich ein Pfosten, der an die Qualen von Blandina, Pothinus und den Märtyrer von Lyon erinnert.
- Église Saint-Bruno des Chartreux, barockes Kleinod, Meisterwerk von Ferdinand-Sigismond Delamonce, einer der schönsten Baldachine von Frankreich, angefertigt von Servandoni
- Église du Bon Pasteur, eine überraschende aber nicht zugängliche Kirche
- Église Saint-Polycarpe, ehemalige Kirche der Oratoriens zwischen der rue René Leynaud und den beiden Passagen Mermet et Thiaffait
- Église Saint-Bernard, Montée Saint-Sébastien, nahe dem Plateau (Die Kirche wurde profaniert.)
- Chapelle des Chartreux (Institution des Chartreux)
- La chapelle du Sacré-Cœur des Chartreux (Lycée Saint-Jean-Baptiste de La Salle)
- Église Saint-Augustin: Kirche in römisch-byzantinischem Stil (Rue Jacquard)
- Église Saint-Denis: historische Pfarrei im Norden von La Croix-Rousse (rue Hénon)
- Église Sainte-Élisabeth: moderne Kirche (rue Hénon)

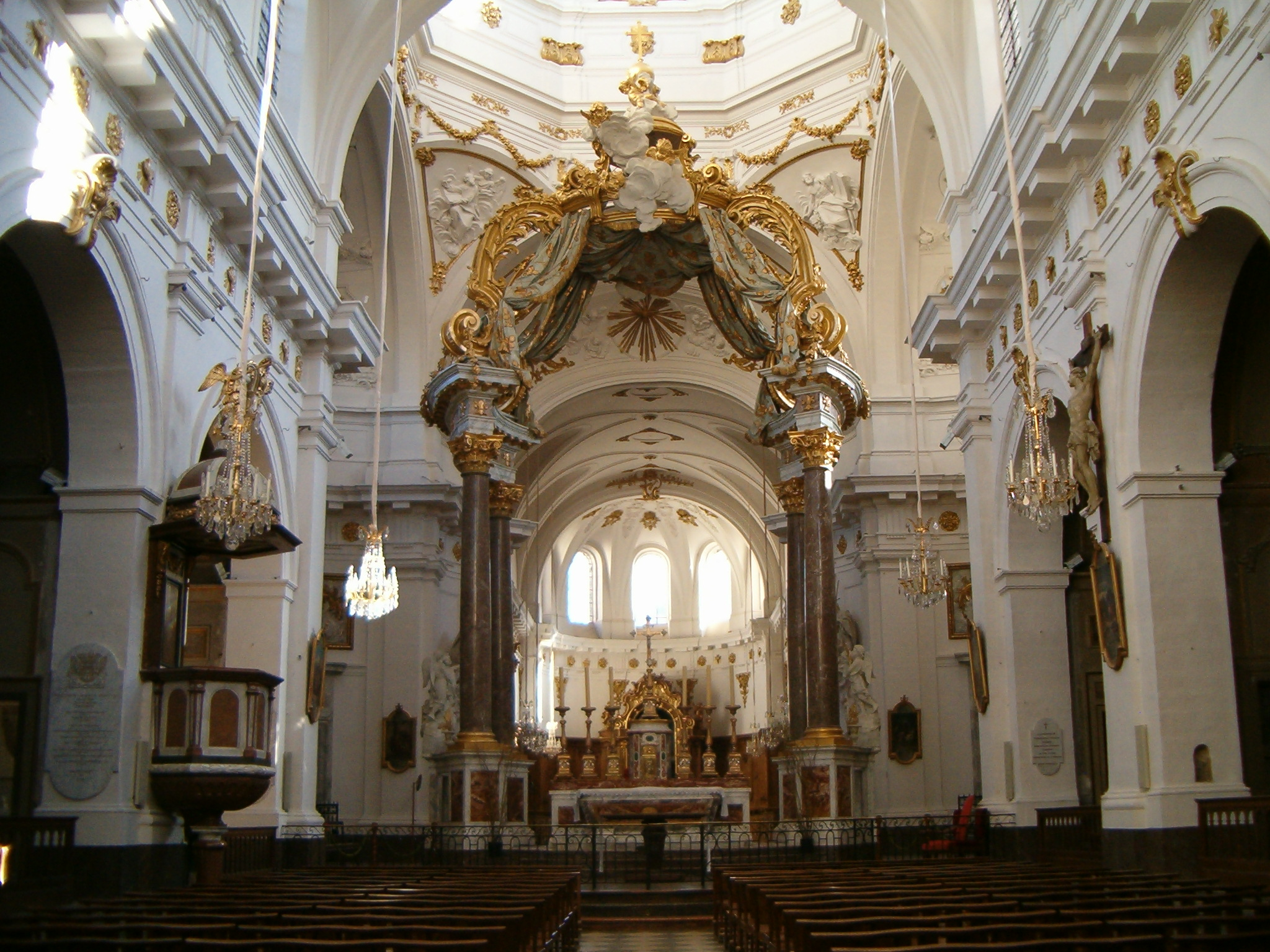
Inneres der barocken Kirche Saint-Bruno des Chartreux.
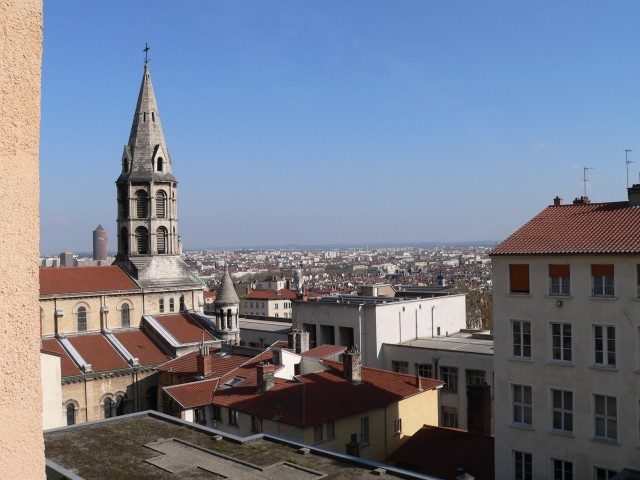
Église du Bon-Pasteur (Lyon).
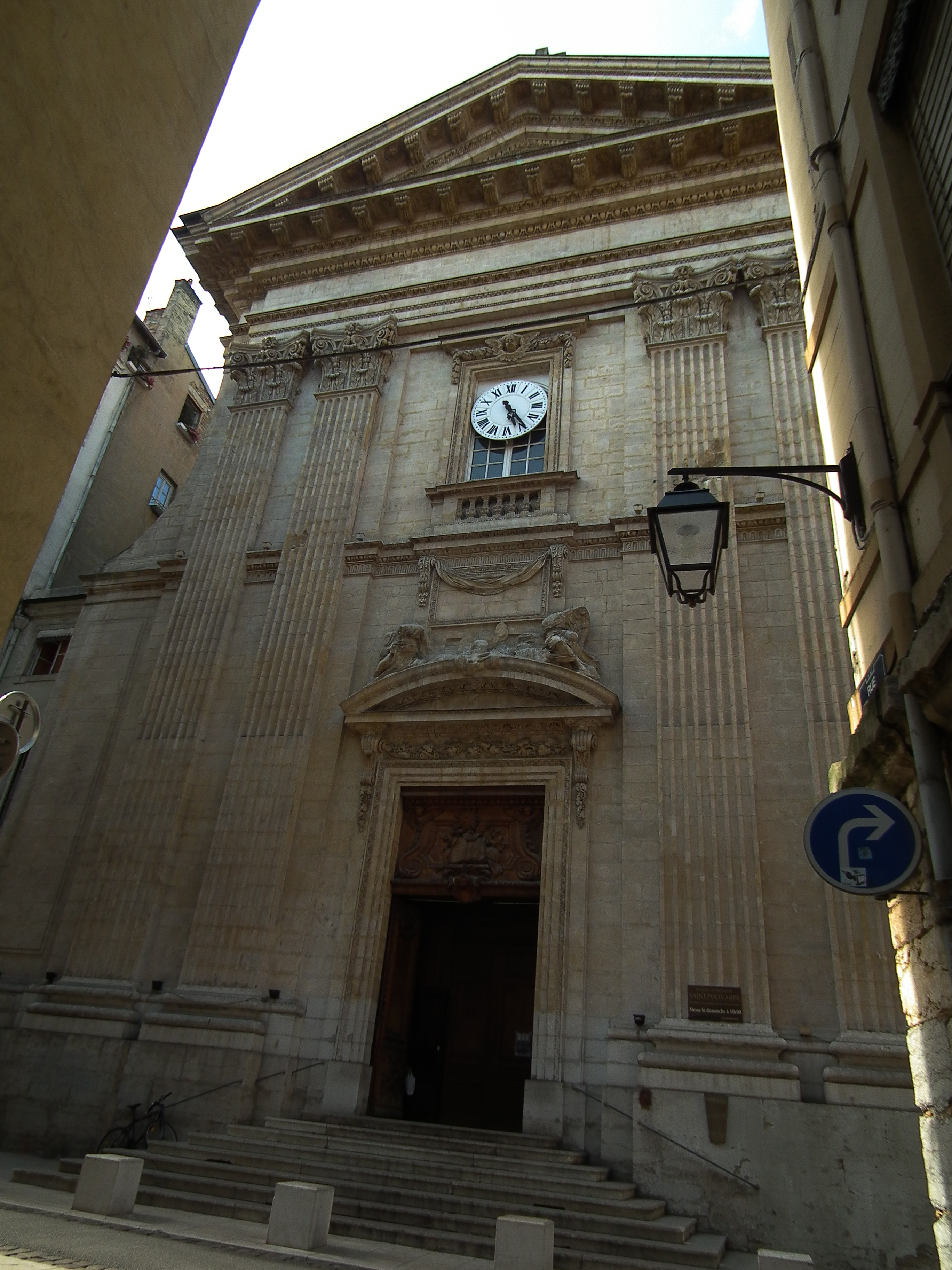
Église Saint-Polycarpe.
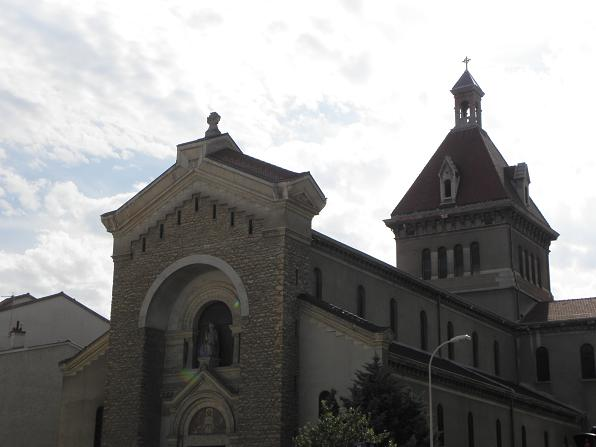
Église Saint-Augustin (Lyon).
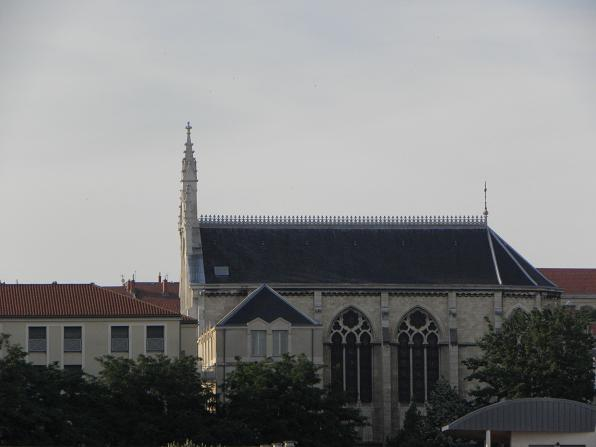
Kapelle der Institution des Chartreux.

### Kulturelles Erbe
- Théâtre de la Croix-Rousse
- Villa Gillet (vor allem zeitgenössische Kunst)
- Subsistances, «Labor für Zeitgenössische Schöpfungen» Quai Saint Vincent auf den Ufern der Saône
- rue Burdeau mit zahlreichen Galerien zeitgenössischer Kunst
- Zahlreiche Cafétheater
- Das Quartier des Capucins mit seinen zahlreichen Boutiquen

#### Filme, die in La Croix-Rousse gedreht wurden
- Lucie Aubrac von Claude Berri (1997)
- Alles bestens (wir verschwinden) von Claude Mouriéras (2000)
- J'ai tué Clémence Acéra von Jean-Luc Gaget (2001)
- Inventaire filmé des rues de la Croix-Rousse von Gérard Courant (2002)
- Les Diables von Christophe Ruggia (2002)
- Der Tag, der alles veränderte von Gaël Morel (2007)
- Rivals von Jacques Maillot (2008)
- Der fliegende Händler von Éric Guirado (2007)[19]

#### Bezüge in der Literatur
- Le Banquet, Jules Michelet, 1878
- Les Six Compagnons de la Croix-Rousse, de Paul-Jacques Bonzon (Bibliothèque Verte)
- Félicité de la Croix-Rousse, Charles Exbrayat, 1968
- La Révolte à deux sous, Bernard Clavel
- La Place, Annie Ernaux: «J'ai passé les épreuves pratiques du Capes dans un lycée de Lyon, à la Croix-Rousse» (der erste Satz des Buches).
- „Demain tu pars en France“ mit dem Untertitel „Du ravin béni-safien au gros caillou lyonnais“ von Claude DIAZ (L'Harmattan 2011)

#### Bezüge in der Musik
- Le chant des Canuts von Aristide Bruant (1894)
- St Jean Croix Rousse von Zen Zila (2001)
- Montée Bonafous von Kent
- „Bienvenue à la Croix Rousse“, „L'Ancienne“ von Bistanclaque
- „Les pentes“, Dj Fly (Champion du monde DMC 2008 und 2013)
- Lofi Girl von Juan Pablo Machado[20][21][22]

### Persönlichkeiten
- Azouz Begag, Soziologe, ehemaliger Minister
- Dominique Blanc, Komödiant
- Clovis Cornillac, Schauspieler
- Gérard Courant, Filmemacher
- Frédéric Dard, Schriftsteller
- Virginie Despentes, Schriftstellerin, Filmemacherin (Als Schriftstellerin hat sie den Namens ihres Stadtviertels angenommen.)
- Pierre Dupont, Chansonnier
- Camille Jordan, Mathematiker
- Florence Foresti, Komödiant und Humorist
- Jean Michel Jarre, Autor und Komponist elektronischer Musik
- Kent, Sänger
- André Latreille, Universitätsprofessor
- André Manoukian, Autor und Komponist
- Michel Noir, Politiker
- Christophe Petchanatz, Musiker, Schriftsteller
- L'Abbé Pierre, Engagierter für Wohnungslose
- Sully Prudhomme, Schriftsteller, Nobelpreisträger
- Sylvie Testud, Theater- und Filmschauspielerin
- Claudine Thévenet, Gründerin der Congrégation des Religieuses de Jésus-Marie
- Cédric Villani, Mathematiker (Medaille Fields 2010)

## Ereignisse und mehr
- Der Grand Marché von La Croix-Rousse, der jeden Tag (außer Montag) entlang des Boulevards (ein Kilometer Länge) stattfindet.
- Das Fest Vogue des marrons im Herbst
- Samstags und Sonntags Morgen kommt der Ausrufer.[16]
- Jährlich im September findet die Weinlese der République des Canuts statt (Parc de la Cerisaie)
- Am 2. Wochenende im September findet der «Grand Braderie» (Flohmarkt) in der Grand-Rue und auf dem Place de la Croix-Rousse statt.
- Seit 2008 gibt es ein Monatsheft La Ficelle,[23] das über die Geschehnisse in La Croix-Rousse und Caluire-et-Cuire berichtet; derzeitige Auflage: 15.000.
- Die vom Stadtteilrat des 4. Arrondissements betriebene Internetseite (www.petiteshistoiresxrousse.fr) lässt alte und neue Erinnerungen wach werden: kleine Geschichten und Ereignisse, die das Leben in La Croix-Rousse gestalten und in der Vergangenheit gestaltet haben.
- Ein Viertel von Oyonnax und dort der zentrale Platz wird «Croix-Rousse» genannt. Auf diese Art haben Industrielle aus Lyon, die hier arbeiteten, ihre Verbundenheit mit dem Ort gezeigt, die sich in der Geografie ähnlich sind: Auch dieser Stadtteil liegt oberhalb der Altstadt und ist durch steile Auffahrten zu erreichen.
- Das auf YouTube gesendete Internetradio Lofi-Girl zeigt eine am Schreibtisch sitzende und lernende junge Frau. Im Hintergrund lässt sich an ihrem Fenster die Silhouette des Viertels La-Croix-Rousse erkennen[24].

## Verkehrsanbindung
Das Stadtviertel ist über die Métro Lyon Linie C mit dem Zentrum von Lyon verbunden und hat 3 Stationen: Croix-Paquet, Croix-Rousse und Hénon.